# 휴네시온
휴네시온(Hunesion Co., Ltd.)은 대한민국의 망연계솔루션 기업이다. 본사는 서울특별시 강동구 고덕비즈밸리로2가길 67 휴네시온타워에 위치해 있으며 대표이사는 정동섭이다.

## 제품
OT 환경에서 보안 위협을 막기 위한 일방향 망연계 솔루션 '아이원넷 디디 V3.0'을 발표했으며, 이는 중요망과 외부망 간 안전한 데이터 전송을 지원하고 물리적 망 분리와 일방향 통신을 통해 보안을 강화한다

## 자회사
오투원즈

## 상장
2018년 8월 2일 NH투자증권을 주관사로 공모가 10,000원에 코스닥 시장에 상장하였다.</ref>

## 참고 문헌
1. ↑  휴네시온의 시스템 접근제어 및 계정관리 솔루션, 취약점 4건 발견... 보안 업데이트 발표, 좋은 소식, 2023-12-30
2. ↑  이새롬, 한국IR협의회 기업리서치센터 기술분석보고서-휴네시온, 2024.02.28
3. ↑  2024년 07월 12일 이전까지는 서울특별시 강남구 학동로97길 20 성호빌딩 2층/3층에 위치해 있었다.
4. ↑  휴네시온 'i-oneNet DD V3.0', ET뉴스, 2023-12-12
5. ↑  휴네시온 "자회사 오투원즈와 'OT 보안' 시장 공략", 뉴스핌, 2023년 10월 18일
6. ↑  최종경, BNK투자증권 신규상장(IPO) 예정기업 보고서-휴네시온, 2018/7/17